# Fontaine-Bonneleau
Fontaine-Bonneleau – miejscowość i gmina we Francji, w regionie Hauts-de-France, w departamencie Oise.
Według danych na rok 1990 gminę zamieszkiwały 252 osoby, a gęstość zaludnienia wynosiła 15 osób/km² (wśród 2293 gmin Pikardii Fontaine-Bonneleau plasuje się na 747. miejscu pod względem liczby ludności, natomiast pod względem powierzchni na miejscu 141.).